# Чемпіонат африканських націй 2016
Чемпіонат африканських націй 2016 — 4-ий Чемпіонат африканських націй, який відбувався в Руанді, проводиться один раз на два роки, організовується Конфедерацією африканського футболу (КАФ) для чоловічих футбольних збірних команд країн Африки за участю виключно гравців з національних чемпіонатів. Турнір відбувся з 16 січня по 7 лютого 2016 року. Загалом у турнірі взяли участь 16 команд.
Перший розіграш турніру, в якому команди, які посіли другі місця в своїх групах, виходили до півфіналу.

## Кваліфікація
Руанда кваліфікувалася для участі в турнірі автоматично як країна-господарка, в той час як решта 15 країн були визначені шляхом кваліфікації, яка відбувалася з червня по жовтень 2015 року.

### Команди, які кваліфікувалися
Наступні 16 команд-учасниць кваліфікувалися для участі в фінальній частині турніру. Чинний переможець турніру, збірна Лівії, не пройшла кваліфікацію.
| Збірна            | Зона                   | Виступ | Попередній найкращий виступ |
| ----------------- | ---------------------- | ------ | --------------------------- |
| Марокко           | Північна Зона          | 2гий   | 1/4 фіналу (2014)           |
| Туніс             | Північна Зона          | 2nd    | Чемпіон (2011)              |
| Гвінея            | Західна А зона         | 1-ий   | Дебют                       |
| Малі              | Західна А зона         | 3-ій   | 1/4 фіналу (2014)           |
| Кот-д'Івуар       | Західна Б зона         | 3-ій   | Груповий етап (2009, 2011)  |
| Нігер             | Західна Б зона         | 2-ий   | 1/4 фіналу (2011)           |
| Нігерія           | Західна Б зона         | 2-ий   | 3-тє місце (2014)           |
| Камерун           | Центральна зона        | 2-ий   | 1/4 фіналу (2011)           |
| ДР Конго          | Центральна зона        | 4-ий   | Чемпіон (2009)              |
| Габон             | Центральна зона        | 3-ій   | 1/4 фіналу (2014)           |
| Ефіопія           | Центрально-Східна зона | 2-ий   | Груповий етап (2014)        |
| Руанда (господар) | Центрально-Східна зона | 2-ий   | Груповий етап (2011)        |
| Уганда            | Центрально-Східна зона | 3-ій   | Груповий етап (2011, 2014)  |
| Ангола            | Південна Зона          | 2-ий   | Фіналіст (2011)             |
| Замбія            | Південна Зона          | 2-ий   | Третє місце (2009)          |
| Зімбабве          | Південна Зона          | 4th    | Четверте місце (2014)       |

## Місце проведення
КАФ затвердило 4 стадіони для проведення матчів.
| Кігалі            | Кігалі Бутаре Гісеньї | Кігалі                    |
| ----------------- | --------------------- | ------------------------- |
| Амагоро Стедіум   | Кігалі Бутаре Гісеньї | Стад Режіональ Н'ямірамбо |
| Місткість: 30,000 | Кігалі Бутаре Гісеньї | Місткість: 22,000         |
|                   | Кігалі Бутаре Гісеньї |                           |
| Бутаре            | Кігалі Бутаре Гісеньї | Гісеньї                   |
| Стад Гує          | Кігалі Бутаре Гісеньї | Умуганда Стедіум          |
| Місткість: 20,000 | Кігалі Бутаре Гісеньї | Місткість: 5,000          |
|                   | Кігалі Бутаре Гісеньї |                           |

## Склади
Кожна команда може складатися не більше ніж з 23 гравців Для участі в турнірі допускаються лише ті гравці національних збірних, які виступали в національних чемпіонатах своєї країни. Наприклад, до складу збірної Руанди для участі в турнірі могли потрапити виключно гравці руандійських клубів.

## Жеребкування
Жеребкування фінальної частини турніру відбулося 15 листопада 2015 року (розпочалася 18 листопада 2015 року) о 18:30 за ЦАЧ (UTC+2) в Кігалі, Руанда 16 команд-учасниць були розбиті на 4 групи, по 4 в коній..
Комани були розподілені відповідно до їх результатів протяго трьох останніх фінальних турнірах: 2009 (коефіцієнт помножений на 1), 2011 (помножений на 2) та 2014 (помножений на 3):
- 7 очок за перемогу в турнірі
- 5 очок за вихід до фіналу турніру
- 3 очки за вихід до 1/2 фіналу
- 2 очки за вихід до 1/4 фіналу
- 1 очко за вихід з групового етапа

На основі наведеної вище формули, чотири групи були сформовані наступним чином:
| Група 1                                                     | Група 2                           | Група 3                              | Група 4                                   |
| ----------------------------------------------------------- | --------------------------------- | ------------------------------------ | ----------------------------------------- |
| - Руанда (господар; місце A1) - ДР Конго - Туніс - Зімбабве | - Ангола - Нігерія - Габон - Малі | - Марокко - Уганда - Камерун - Нігер | - Ефіопія - Кот-д'Івуар - Замбія - Гвінея |

## Груповий етап
Дві найкращі команди з кожної груп виходять до 1/4 фіналу.
Вихід до наступного раунду
Команди будуть розподілені відповідно до набраних очок (3 очки за перемогу, 1 очко за нічию, 0 очок за програзку). В разі однакової кількості набраних очок, переможець буде визначатися в наступному порядку:
1. Кількість очок, які були набрані в очних протистояннях;
2. Різниця м'ячів в іграх між обома командами;
3. Забиті м'ячі в іграх між обома командами;
4. Якщо після застосування критеріїв 1 — 3 до декількох команд, дві команди як і раніше мають однакові показники, якщо ж критерії 1 — 3 повторно застосовуються виключно до очних поєдинків між цими командами, щоб визначити їх остаточний рейтинг. Якщо ця процедура не призводить до виявлення переможців, застосовуються критерії від 5 до 7;
5. Різниця забитих та пропущених м'ячів у всіх поєдинках;
6. Забиті м'ячі у всіх поєдинках;
7. Жеребкування.

Всі матчі проводяться за місцевим часом, CAT (UTC+2).

### Група A
| Поз | Команда     | І | В | Н | П | ГЗ | ГП | РГ | О | Кваліфікація   |
| --- | ----------- | - | - | - | - | -- | -- | -- | - | -------------- |
| 1   | Руанда      | 3 | 2 | 0 | 1 | 4  | 5  | −1 | 6 | Стадія плей-оф |
| 2   | Кот-д'Івуар | 3 | 2 | 0 | 1 | 5  | 2  | +3 | 6 | Стадія плей-оф |
| 3   | Марокко     | 3 | 1 | 1 | 1 | 4  | 2  | +2 | 4 |                |
| 4   | Габон       | 3 | 0 | 1 | 2 | 2  | 6  | −4 | 1 |                |

| 16 січня 2016 15:00 |

| Руанда       | 1–0  | Кот-д'Івуар |
| ------------ | ---- | ----------- |
| Баїсенге 15' | Звіт |             |

| Амагору, Кігалі Арбітр: ХамадаНампіандраза (Мадагаскар) |

| 16 січня 2016 18:00 |

| Габон | 0–0  | Марокко |
| ----- | ---- | ------- |
|       | Звіт |         |

| Амагору, Кігалі Арбітр: Джозеф Лемпті (Гана) |

| 20 січня 2016 15:00 |

| Руанда                 | 2–1  | Габон        |
| ---------------------- | ---- | ------------ |
| Ернест Сугіра 42', 47' | Звіт | Бупендза 54' |

| Амагору, Кігалі Арбітр: Дженні Сіказве (Замбія) |

| 20 січня 2016 18:00 |

| Марокко | 0–1  | Кот-д'Івуар      |
| ------- | ---- | ---------------- |
|         | Звіт | Закрі 45' (пен.) |

| Амагору, Кігалі Арбітр: Бамлак Тессема Веєса (Ефіопія) |

| 24 січня 2016 16:00 |

| Марокко                            | 4–1  | Руанда          |
| ---------------------------------- | ---- | --------------- |
| Муауї 15', 43' Азіз 23' Хадруф 38' | Звіт | Нгоміракіза 27' |

| Амагору, Кігалі Арбітр: Махамаду Кейта (Малі) |

| 24 січня 2016 16:00 |

| Кот-д'Івуар                        | 4–1  | Габон      |
| ---------------------------------- | ---- | ---------- |
| Ака 18' Джедже 65' Буа 76' Бле 83' | Звіт | Обамбу 50' |

| Стад Гує, Бутаре Арбітр: Алі Лемгайфрі (Мавританія) |

### Група B
| Поз | Команда  | І | В | Н | П | ГЗ | ГП | РГ | О | Кваліфікація   |
| --- | -------- | - | - | - | - | -- | -- | -- | - | -------------- |
| 1   | Камерун  | 3 | 2 | 1 | 0 | 4  | 1  | +3 | 7 | Стадія плей-оф |
| 2   | ДР Конго | 3 | 2 | 0 | 1 | 8  | 5  | +3 | 6 | Стадія плей-оф |
| 3   | Ангола   | 3 | 1 | 0 | 2 | 4  | 6  | −2 | 3 |                |
| 4   | Ефіопія  | 3 | 0 | 1 | 2 | 1  | 5  | −4 | 1 |                |

| 17 січня 2016 15:00 |

| ДР Конго                            | 3–0  | Ефіопія |
| ----------------------------------- | ---- | ------- |
| Лусадісу 44' Лувумбу 46' Месчак 57' | Звіт |         |

| Стад Гує, Бутаре Арбітр: Маланг Діедью (Сенегал) |

| 17 січня 2016 18:00 |

| Ангола | 0–1  | Камерун   |
| ------ | ---- | --------- |
|        | Звіт | Атуба 23' |

| Стад Гує, Бутаре Арбітр: Махамаду Кейта (Малі) |

| 21 січня 2016 15:00 |

| ДР Конго                                      | 4–2  | Ангола                       |
| --------------------------------------------- | ---- | ---------------------------- |
| Мунганга 8' Месчак 18' Болінгі 38' Бокаді 82' | Звіт | Жельсон 75' Кімвакі 84' (аг) |

| Стад Гує, Бутаре Арбітр: Алі Лемгайфрі (Мавританія) |

| 21 січня 2016 18:00 |

| Камерун | 0–0  | Ефіопія |
| ------- | ---- | ------- |
|         | Звіт |         |

| Стад Гує, Бутаре Арбітр: Деніс Дембеле (Кот-д'Івуар) |

| 25 січня 2016 16:00 |

| Камерун                         | 3–1  | ДР Конго    |
| ------------------------------- | ---- | ----------- |
| Атуба 40' Нгамало 51' Нленд 63' | Звіт | Мундале 47' |

| Стад Гує, Бутаре Арбітр: Хамада Нампіандра (Мадагаскар) |

| 25 січня 2016 16:00 |

| Ефіопія    | 1–2  | Ангола          |
| ---------- | ---- | --------------- |
| Тесфає 74' | Звіт | Папель 54', 72' |

| Амагоро, Кігалі Арбітр: Джозеф Лемптей (Гана) |

### Група C
| Поз | Команда | І | В | Н | П | ГЗ | ГП | РГ | О | Кваліфікація  |
| --- | ------- | - | - | - | - | -- | -- | -- | - | ------------- |
| 1   | Туніс   | 3 | 1 | 2 | 0 | 8  | 3  | +5 | 5 | Раунд плей-оф |
| 2   | Гвінея  | 3 | 1 | 2 | 0 | 5  | 4  | +1 | 5 | Раунд плей-оф |
| 3   | Нігерія | 3 | 1 | 1 | 1 | 5  | 3  | +2 | 4 |               |
| 4   | Нігер   | 3 | 0 | 1 | 2 | 3  | 11 | −8 | 1 |               |

| 18 січня 2016 15:00 |

| Туніс            | 2–2  | Гвінея              |
| ---------------- | ---- | ------------------- |
| Akaïchi 33', 50' | Звіт | Ал. Камара 40', 87' |

| Стад Режіональ Ньямірамбо, Кігалі Арбітр: Деніел Беннетт (Південна Африка) |

| 18 січня 2016 18:00 |

| Нігерія                          | 4–1  | Нігер    |
| -------------------------------- | ---- | -------- |
| Окоро 46' Чикатара 75', 81', 90' | Звіт | Адже 80' |

| Стад Режіональ Ньямірамбо, Кігалі Арбітр: Ібрагім Нур Ель-Дін (Єгипет) |

| 22 січня 2016 15:00 |

| Туніс       | 1–1  | Нігерія      |
| ----------- | ---- | ------------ |
| Akaïchi 69' | Звіт | Чикатара 52' |

| Стад Режіональ Ньямірамбо, Кігалі Арбітр: Джошуа Бондо (Ботсвана) |

| 22 січня 2016 18:00 |

| Нігер                    | 2–2  | Гвінея                  |
| ------------------------ | ---- | ----------------------- |
| М.Мусса 37' А. Мусса 49' | Звіт | Сілла 38' К.Бангура 78' |

| Стад Режіональ Ньямірамбо, Кігалі Арбітр: Тьеррі Нкурунзіза (Бурунді) |

| 26 січня 2016 16:00 |

| Нігер | 0–5  | Туніс                                               |
| ----- | ---- | --------------------------------------------------- |
|       | Звіт | Бгуїр 5', 39' Akaïchi 78' Бен-Амор 80' Ессіфі 90+1' |

| Стад Режіональ Ньямірамбо, Кігалі Арбітр: Бамлак Тессема Веяса (Ефіопія) |

| 26 січня 2016 16:00 |

| Гвінея     | 1–0  | Нігерія |
| ---------- | ---- | ------- |
| Санхон 45' | Звіт |         |

| Умуганда Стедіум, Гісеньї Арбітр: Нуреддін Ель-Джаафарі (Марокко) |

### Група D
| Поз | Команда  | І | В | Н | П | ГЗ | ГП | РГ | О | Кваліфікація  |
| --- | -------- | - | - | - | - | -- | -- | -- | - | ------------- |
| 1   | Замбія   | 3 | 2 | 1 | 0 | 2  | 0  | +2 | 7 | Раунд плей-оф |
| 2   | Малі     | 3 | 1 | 2 | 0 | 3  | 2  | +1 | 5 | Раунд плей-оф |
| 3   | Уганда   | 3 | 0 | 2 | 1 | 3  | 4  | −1 | 2 |               |
| 4   | Зімбабве | 3 | 0 | 1 | 2 | 1  | 3  | −2 | 1 |               |

| 19 січня 2016 15:00 |

| Зімбабве | 0–1  | Замбія    |
| -------- | ---- | --------- |
|          | Звіт | Чанса 57' |

| Умуганда Стедіум, Гісеньї Арбітр: Гуду Муньємана (Руанда) |

| 19 січня 2016 18:00 |

| Малі                   | 2–2  | Уганда                        |
| ---------------------- | ---- | ----------------------------- |
| Койта 23' Сінайоко 60' | Звіт | Ссекісамбу 11' Мія 40' (пен.) |

| Умуганда Стедіум, Гісеньї Арбітр: Мегді Абід-Шареф (Алжир) |

| 23 січня 2016 15:00 |

| Зімбабве | 0–1  | Малі        |
| -------- | ---- | ----------- |
|          | Звіт | Сіссоко 82' |

| Умуганда Стедіум, Гісеньї Арбітр: Девіс Огенче Омуено (Кенія) |

| 23 січня 2016 18:00 |

| Уганда | 0–1  | Замбія      |
| ------ | ---- | ----------- |
|        | Звіт | Катонго 41' |

| Умуганда Стедіум, Гісеньї Арбітр: Джасті Ефрем Зіу (Буркіна-Фасо) |

| 27 січня 2016 16:00 |

| Уганда           | 1–1  | Зімбабве    |
| ---------------- | ---- | ----------- |
| Ссерункума 90+3' | Звіт | Манондо 49' |

| Умуганда Стедіум, Гісеньї Арбітр: Маланг Дідьйо (Сенегал) |

| 27 січня 2016 16:00 |

| Замбія | 0–0  | Малі |
| ------ | ---- | ---- |
|        | Звіт |      |

| Стад Режіонал Ньямірамбо, Кігалі Арбітр: Ібрагім Нур Ель-Дін (Єгипет) |

## Раунд плей-оф
У плей-офф, якщо матч в основний час завершився з нічийним рахунком, призначається додатковий час (два тайми по 15 хвилин кожен), а надалі, в разі необхідності, призначається серія післяматчевих пенальті, за винятком матчу за 3-тє місце, в якому не передбачено додаткового часу.

### Схема
|  | Чвертьфінали       | Чвертьфінали      |                   |       | Півфінали               | Півфінали               |  |  | Фінал | Фінал |
|  |                    |                   |                   |       |                         |                         |  |  |       |       |
|  | 30 січня – Кігалі  |                   |                   |       |                         |                         |  |  |       |       |
|  |                    |                   |                   |       |                         |                         |  |  |       |       |
|  | Руанда             | 1                 |                   |       |                         |                         |  |  |       |       |
|  | Руанда             | 1                 | 3 лютого — Кігалі |       |                         |                         |  |  |       |       |
|  | ДР Конго дод.ч.    | 2                 |                   |       |                         |                         |  |  |       |       |
|  | ДР Конго дод.ч.    | 2                 | ДР Конго пен.     | 1 (5) |                         |                         |  |  |       |       |
|  | 31 січня — Гісеньї |                   | ДР Конго пен.     | 1 (5) |                         |                         |  |  |       |       |
|  |                    | Гвінея            | 1 (4)             |       |                         |                         |  |  |       |       |
|  | Замбія             | Гвінея            | 1 (4)             | 0 (4) |                         |                         |  |  |       |       |
|  | Замбія             |                   | 7 лютого — Кігалі | 0 (4) |                         |                         |  |  |       |       |
|  | Гвінея пен.        | 0 (5)             |                   |       |                         |                         |  |  |       |       |
|  | Гвінея пен.        | 0 (5)             | ДР Конго          | 3     |                         |                         |  |  |       |       |
|  | 31 січня — Кігалі  |                   | ДР Конго          | 3     |                         |                         |  |  |       |       |
|  |                    | Малі              | 0                 |       |                         |                         |  |  |       |       |
|  | Туніс              | Малі              | 0                 | 1     |                         |                         |  |  |       |       |
|  | Туніс              | 4 лютого — Кігалі |                   | 1     |                         |                         |  |  |       |       |
|  | Малі               | 2                 |                   |       |                         |                         |  |  |       |       |
|  | Малі               | 2                 | Малі              | 1     |                         |                         |  |  |       |       |
|  | 30 січня — Бутаре  |                   | Малі              | 1     |                         |                         |  |  |       |       |
|  |                    | Кот-д'Івуар       | 0                 |       | Матч за бронзові медалі | Матч за бронзові медалі |  |  |       |       |
|  | Камерун            | Кот-д'Івуар       | 0                 | 0     | Матч за бронзові медалі | Матч за бронзові медалі |  |  |       |       |
|  | Камерун            |                   | 7 лютого — Кігалі | 0     |                         |                         |  |  |       |       |
|  | Кот-д'Івуар дод.ч. | 3                 |                   |       |                         |                         |  |  |       |       |
|  | Кот-д'Івуар дод.ч. | 3                 | Гвінея            | 1     |                         |                         |  |  |       |       |
|  |                    |                   |                   |       |                         |                         |  |  |       |       |
|  | Кот-д'Івуар        | 2                 |                   |       |                         |                         |  |  |       |       |
|  | Кот-д'Івуар        | 2                 |                   |       |                         |                         |  |  |       |       |

### 1/4 фіналу
| 30 січня 2016 15:00 |

| Руанда     | 1–2  | ДР Конго                   |
| ---------- | ---- | -------------------------- |
| Сукіра 57' | Звіт | Гіканджи 11' Бомпунга 114' |

| Амагору, Кігалі Арбітр: Деніел Беннетт (Південна Африка) |

| 30 січня 2016 18:00 |

| Камерун | 0–3  | Кот-д'Івуар                     |
| ------- | ---- | ------------------------------- |
|         | Звіт | Буа 95' Атчо 102' Н'Гессан 112' |

| Стад Гує, Бутаре Арбітр: Джошуа Бондо (Ботсвана) |

| 31 січня 2016 15:00 |

| Туніс      | 1–2  | Малі                        |
| ---------- | ---- | --------------------------- |
| Монсер 14' | Звіт | Дьєнг 70' (пен.) Діарра 80' |

| Стад Режионал Н'ямірамбо, Кігалі Арбітр: Гамада Нампіандраза (Мадагаскар) |

| 31 січня 2016 18:00 |

| Замбія | 0–0  | Гвінея |
| ------ | ---- | ------ |
|        | Звіт |        |

| Умуганда, Гісеньї Арбітр: Бамлак Тессема Веєса (Ефіопія) |

|                                                               |     | Пенальті                                                   |  |
| Катонго · Мфуне · Сауту · Кабамба · К.Чама · А.Чама · Мусеква | 4–5 | І.Бангура · Санхон · Тіам · Юла · І.Камара · Сумах · Кейта |  |

### 1/2 фіналу
| 3 лютого 2016 16:00 |

| ДР Конго     | 1–1  | Гвінея        |
| ------------ | ---- | ------------- |
| Болінгі 102' | Звіт | Санхон 120+1' |

| Амагору, Кігалі Арбітр: Девіс Огенче Омуено (Кенія) |

|                                                                   |     | Пенальті                                                            |  |
| Кімвакі · Туленгі · Міче · Болінгі · Ломаліса · Гіканджи · Месчак | 5–4 | І.Бангура · Санхон · Аб. Камара · Тіам · К.Бангура · Д.Камара · Юла |  |

| 4 лютого 2016 16:00 |

| Малі        | 1–0  | Кот-д'Івуар |
| ----------- | ---- | ----------- |
| Біссума 88' | Звіт |             |

| Стад Режіонал Ньямірамбо, Кігалі Арбітр: Ібрагім Нур Ель-Дін (Єгипет) |

### Матч за 3-тє місце
| 7 лютого 2016 15:00 |

| Гвінея    | 1–2  | Кот-д'Івуар            |
| --------- | ---- | ---------------------- |
| Сілла 85' | Звіт | Юла 31' (аг) Бадіє 35' |

| Амагору, Кігалі Арбітр: Гуду Муньємана (Руанда) |

### Фінал
| 7 лютого 2016 18:30 |

| ДР Конго                    | 3–0  | Малі |
| --------------------------- | ---- | ---- |
| Месчак 29', 61' Болінгі 73' | Звіт |      |

| Амагору, Кігалі Арбітр: Деніел Беннетт (Південна Африка) |

## Бомбардири
В списку, який наведено нижче, представлені гравці, які відзначалися голами на турнірі.
4 голи
- Еліа Месчак
- Чісом Чікатара
- Ахмед Акаїші

3 голи
- Джонатан Болінгі
- Ернест Сугіра

2 голи
- Арі Папель
- Язід Атуба
- Альсені Камара Агого
- Ібрагіма Сорі Санхон
- Абубакар Іянга Сілла
- Коффі Буа
- Абдельгані Муауї
- Саад Бгуїр

1 гол
- Жельсон
- Мумі Нгамало
- Самюель Нленд
- Мервель Бокаді
- Ботулі Бомпунга
- Доха Гіканджи
- Жуї Лусадісу
- Гертьє Лувумбу
- Жан-Марк Макусу Мунделе
- Нельсон Мунганга
- Сеюм Тесфає
- Аарон Бупендза
- Франк Обамбу
- Кіле Бангура
- Ессіс Ака
- Джобо Атчо
- Гбагнон Бадіє
- Ьрейка Бле
- Гуїза Джедже
- Серж Н'Гессан
- Яннік Закрі
- Ів Біссума
- Абдулає Діарра
- Аліу Дьєнг
- Секу Коїта
- Гаміду Сінайоко
- Мусса Сіссоко
- Мохамед Азіз
- Абдельадим Хадруф
- Адебайор Закарі Адже
- Адаму Мусса
- Моссі Ісса Мусса
- Осас Окоро
- Емері Баїсенге
- Гегман Нгоміракіза
- Мохамед Бен-Амор
- Хішем Ессіфі
- Мохамед Алі Монсер
- Фарук Мія
- Джоффрі Ссерункума
- Еріса ссекісамбу
- Айзек Чанса
- Крістофер Катонго
- Вільям Манондо

1 автогол
- Жоель Кімвакі (в матчі проти Анголи)
- Мохамед Юла (в матчі проти Кот-д'Івуару)

## Відзнаки
Нижче наведений список тих, кого було відзначено на турнірі:
- Найкращий гравець: Еліа Месчак (ДР Конго)
- Найкращий бомбардир: Еліа Месчак (ДР Конго): 4 голи та 2 результативні передачі
- Найкрасивіший гол турніру: Серж Н'Гессан (Кот-д'Івуар) у ворота Камеруну
- Приз Fair Play: ДР Конго
- Найкращі XI
  - Воротар: Лей Матампі (ДР Конго)
  - Захисники: Абдул-Карім Данте (Малі), Жоель Кімвакі (ДР Конго), Шейх Ібрагім Камара (Кот-д'Івуар), Мохамед Юла (Гвінея)
  - Півзахисники: Ібрагіма Сорі Санхон (Гвінея), Месчак Еліа (ДР Конго), Н'Гессан Серж (Кот-д'Івуар), Гаміду Сінайоко (Малі)
  - Нападники: Джонатан Болінгі (ДР Конго), Секу Коїта (Малі)
  - Substitutes: Бадра Алі Сангаре (Кот-д'Івуар), Джигуї Діарра (Малі), Ломаліса Мутабала (ДР Конго), Гетьє Лувумбу (ДР Конго), Дауда Камара (Гвінея), Ака Ессес (Кот-д'Івуар), Ернест Сугіра (Руанда), Ахмед Акаїши (Туніс), Елвіс Чисом Чикатаба (Нігерія), Крістофер Катонго (Замбія)

## Підсумковий рейтинг
Нижче наведено місця, які за підсумками турніру посіли збірні.
1. ДР Конго
2. Малі
3. Кот-д'Івуар
4. Гвінея
5. Замбія
6. Камерун
7. Руанда
8. Туніс
9. Нігерія
10. Марокко
11. Ангола
12. Уганда
13. Зімбабве
14. Габон
15. Ефіопія
16. Нігер